# Ваганова Горпина Яківна
Горпи́на Я́ківна Вага́нова (рос. Агриппи́на Я́ковлевна Вага́нова; 14 (26 червня) 1879, Санкт-Петербург — 5 листопада 1951, Ленінград) — російська балерина, педагог, балетмейстер вірменського походження, народна артистка РРФСР (1934), завдяки якій вікові традиції імператорського російського балету були збережені і систематизовані в радянський період.

## Біографія
Горпина Ваганова народилася в Санкт-Петербурзі. З 1888 року навчалася в Імператорській танцювальній школі у Є. П. Соколової, О. О. Облакова, Л. І. Іванова, К. О. Вазем, А. Х. Йогансон, П. А. Гердта. По її закінченні в 1897 була прийнята в кордебалет Маріїнського театру, через кілька років отримала статус солістки.
Вагановій блискуче вдавалися окремі сольні варіації, наприклад, в балеті Деліба «Коппелія», за що її прозвали «королевою варіацій». В 1910-ті роки, незадовго до закінчення кар'єри, почала виконувати головні партії. Маріус Петіпа, однак, не цінував її виконавської майстерності. У його щоденниках можна зустріти такі записи: «Г-жа Ваганова жахлива. На балет не йду…»

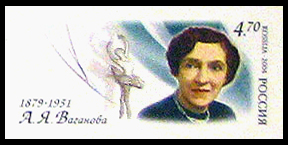
Поштова марка Росії, присвячена Горпині Вагановій

Покинувши сцену в 1916 році, Ваганова зайнялася викладанням, після революції — в Петроградському хореографічному училищі. Розробила власну педагогічну систему, засновану на ясності та осмисленості техніки, строгості постановки корпусу, позицій рук і ніг. «Система Ваганової» зіграла визначальну роль у розвитку балетного мистецтва 20 століття. Серед її учнів — Марина Семенова, Галина Уланова, Надія Базарова, Наталія Дудинська, Ольга Моїсєєва, Майя Плісецька, Алла Осипенко та багато інших видатних балерини 20 століття.
Книга Ваганової «Основи класичного танцю», в якій вона детально викладає свої педагогічні погляди, була вперше видана в 1934, витримала кілька перевидань і перекладена на багато мов світу. До самої смерті Ваганова також була хореографом в Кіровському (Маріїнському) театрі. Померла Горпина Яківна 5 листопада 1951 а в Ленінграді. Похована на «літераторських містках» Волковського кладовища Санкт-Петербурга.
Ваганова — Народна артистка РРФСР (1934), лауреат Сталінської премії за 1946. В 1957 у Ленінградському хореографічному училищу було присвоєно її ім'я (нині Академія російського балету).